# Liste der Bodendenkmäler in Aindling
Auf dieser Seite sind die Bodendenkmäler in dem schwäbischen Markt Aindling zusammengestellt. Diese Tabelle ist eine Teilliste der Liste der Bodendenkmäler in Bayern. Grundlage ist die Bayerische Denkmalliste, die auf Basis des Bayerischen Denkmalschutzgesetzes vom 1. Oktober 1973 erstmals erstellt wurde und seither durch das Bayerische Landesamt für Denkmalpflege geführt wird. Die folgenden Angaben ersetzen nicht die rechtsverbindliche Auskunft der Denkmalschutzbehörde.

## Bodendenkmäler in Aindling

### Bodendenkmäler im Ortsteil Aindling
| Lage                              | Objekt | Akten-Nr.     | Bild           |
| --------------------------------- | --- | ------------- | -------------- |
| Aindling (Standort)               | Siedlung vor- und frühgeschichtlicher Zeitstellung.                                                                               | D-7-7431-0017 |                |
| Aindling Schulstraße 5 (Standort) | Pfarrkirche St. Martin Mittelalterliche und frühneuzeitliche Vorgängerbauten der Katholischen Pfarrkirche St. Martin in Aindling. | D-7-7431-0208 | weitere Bilder |

### Bodendenkmäler im Ortsteil Binnenbach
| Lage                  | Objekt                       | Akten-Nr.     | Bild |
| --------------------- | ---------------------------- | ------------- | ---- |
| Binnenbach (Standort) | Mittelalterlicher Burgstall. | D-7-7431-0032 |      |

### Bodendenkmäler im Ortsteil Hausen
| Lage                                | Objekt | Akten-Nr.     | Bild                                          |
| ----------------------------------- | --- | ------------- | --------------------------------------------- |
| Hausen Geisbergstraße 21 (Standort) | Mittelalterliche und frühneuzeitliche Befunde im Bereich der Katholischen Filialkirche St. Elisabeth in Arnhofen. | D-7-7431-0211 | Mittelalterliche und frühneuzeitliche Befunde |
| Hausen (Standort)                   | Grabhügel vorgeschichtlicher Zeitstellung.                                                                        | D-7-7532-0113 |                                               |
| Hausen Schmiedstraße 3 (Standort)   | Mittelalterliche und frühneuzeitliche Befunde im Bereich der Katholischen Filialkirche Pauli Bekehrung in Hausen. | D-7-7532-0194 | weitere Bilder                                |
| Hausen (Standort)                   | Mittelalterliche und frühneuzeitliche Befunde im Bereich der Katholischen Filialkirche St. Ulrich in Weichenberg. | D-7-7532-0228 | weitere Bilder                                |

### Bodendenkmäler im Ortsteil Neukirchen
| Lage                  | Objekt                                     | Akten-Nr.     | Bild |
| --------------------- | ------------------------------------------ | ------------- | ---- |
| Neukirchen (Standort) | Grabhügel vorgeschichtlicher Zeitstellung. | D-7-7431-0034 |      |

### Bodendenkmäler im Ortsteil Pichl
| Lage                                     | Objekt | Akten-Nr.     | Bild                                          |
| ---------------------------------------- | --- | ------------- | --------------------------------------------- |
| Pichl (Standort)                         | Trichtergruben vor- und frühgeschichtlicher Zeitstellung.                                                                                     | D-7-7431-0031 |                                               |
| Pichl (Standort)                         | Brandgräber der Spätbronzezeit. | D-7-7431-0033 |                                               |
| Pichl (Standort)                         | Grabhügel vorgeschichtlicher Zeitstellung. | D-7-7431-0167 |                                               |
| Pichl (Standort)                         | Grabhügel vorgeschichtlicher Zeitstellung. | D-7-7431-0168 |                                               |
| Pichl Benefiziumweg 3 (Standort)         | Schloss Pichl Mittelalterlicher Wasserburgstall, frühneuzeitliches Wasserschloss in Pichl.                                                    | D-7-7431-0213 | weitere Bilder                                |
| Pichl Von-Schaezler-Straße 11 (Standort) | Mittelalterliche und frühneuzeitliche Befunde im Bereich der Katholischen Filialkirche Mariä Heimsuchung in Pichl.                            | D-7-7431-0214 |                                               |
| Pichl St.-Ulrich-Straße 33 (Standort)    | Mittelalterliche und frühneuzeitliche Befunde im Bereich der Katholischen Filialkirche St. Ulrich in Eisingersdorf. Siehe auch: Eisingersdorf | D-7-7431-0217 | Mittelalterliche und frühneuzeitliche Befunde |
| Pichl (Standort)                         | Frühneuzeitliche Befunde im Bereich des ehemaligen Thiergartenschlösschens.                                                                   | D-7-7431-0224 |                                               |
| Pichl (Standort)                         | Trichtergruben vor- und frühgeschichtlicher Zeitstellung.                                                                                     | D-7-7431-0232 |                                               |

### Bodendenkmäler im Ortsteil Stotzard
| Lage                                         | Objekt | Akten-Nr.     | Bild           |
| -------------------------------------------- | --- | ------------- | -------------- |
| Stotzard (Standort)                          | Körpergräber des Frühmittelalters.                                                                                                 | D-7-7531-0159 |                |
| Stotzard Pfarrer-Wittmann-Platz 2 (Standort) | Pfarrkirche St. Peter Mittelalterliche und frühneuzeitliche Befunde im Bereich der Katholischen Pfarrkirche St. Peter in Stotzard. | D-7-7531-0250 | weitere Bilder |